# Curaco de Vélez
Curaco de Vélez is een gemeente in de Chileense provincie Chiloé in de regio Los Lagos, op het eiland Quinchao. Curaco de Vélez telde 3.829 inwoners in 2017.